# Wacław Szokalski

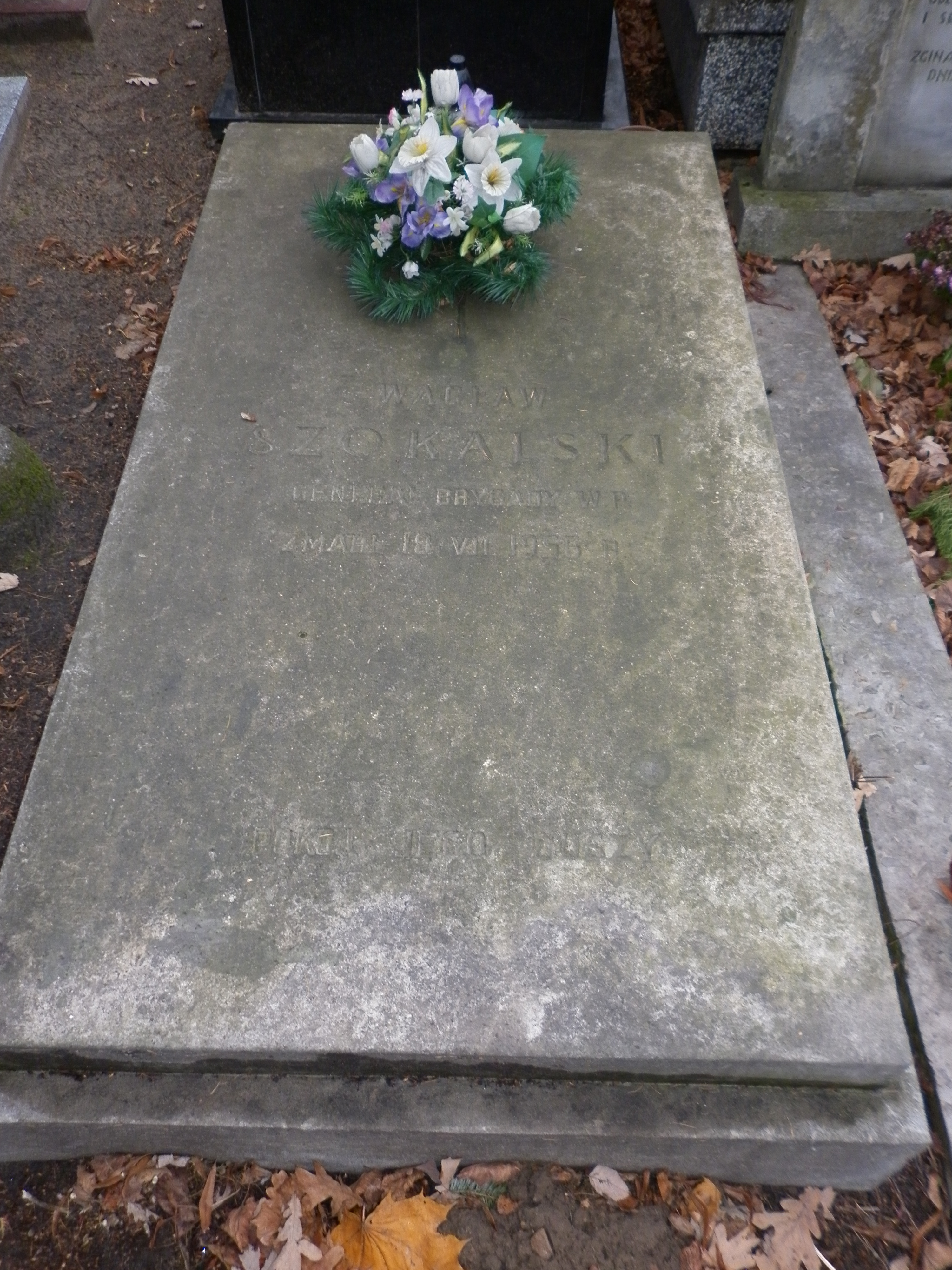
Grób Wacława Szokalskiego na Cmentarzu Wojskowym na Powązkach

Wacław Walerian Szokalski (ur. 23 sierpnia 1874, zm. 18 lipca 1956) – generał brygady Wojska Polskiego.

## Życiorys
W 1897 roku ukończył Oficerską Szkołę Piechoty w Wilnie, a w 1907 roku Wyższe Kursy Strzeleckie.
W 1918 roku został przyjęty do Wojska Polskiego. 17 czerwca 1919 roku został przeniesiony z Departamentu III Techniczno-Komunikacyjnego Ministerstwa Spraw Wojskowych w Warszawie do II batalionu etapowego w Krakowie na stanowisko dowódcy.
11 czerwca 1920 roku został zatwierdzony w stopniu w stopniu podpułkownika ze starszeństwem z dniem 1 kwietnia 1920 roku. W tym czasie pełnił służbę w Departamencie Technicznym Ministerstwa Spraw Wojskowych. 3 maja 1922 roku został zweryfikowany w stopniu podpułkownika ze starszeństwem z dniem 1 czerwca 1919 roku i 11. lokatą w korpisie oficerów piechoty. W lipcu 1922 roku został przeniesiony z Rezerwy oficerów sztabowych 2 Armii do 11 pułku piechoty w Tarnowskich Górach na stanowisko zastępcy dowódcy pułku. W lutym 1924 roku został przeniesiony z 2 pułku strzelców podhalańskich w Sanoku do 31 pułku piechoty w Łodzi na stanowisko dowódcy. 31 marca 1924 roku został awansowany na pułkownika ze starszeństwem z dniem 1 lipca 1923 roku i 2. lokatą w korpusie oficerów piechoty. 15 października 1924 roku został zwolniony ze stanowiska dowódcy  pułku z równoczesnym odkomenderowaniem do Dowództwa Okręgu Korpusu Nr IV w Łodzi, do czasu zakończenia postępowania superrewizyjnego. Z dniem 31 marca 1925 roku został przeniesiony w stan spoczynku z powodu trwałej niezdolności do służby wojskowej stwierdzonej na podstawie przeprowadzonego postępowania rewizyjno-lekarskiego. W 1934 roku pozostawał w ewidencji Powiatowej Komendy Uzupełnień Łódź Miasto II. Posiadał przydział do Oficerskiej Kadry Okręgowej Nr IV. Był wówczas przewidziany do użycia w czasie wojny .
12 maja 1944 roku został ponownie przyjęty do Wojska Polskiego i wyznaczony na stanowisko komendanta Centralnej Szkoły Oficerów Polityczno-Wychowawczych, a później Szkoły Oficerów Polityczno-Wychowawczych w Łodzi. W okresie od 19 kwietnia do 24 września 1945 roku dowodził Okręgiem Wojskowym Nr II, a następnie sprawował funkcję pełnomocnika Ministra Obrony Narodowej do Spraw Osadników Wojskowych. 25 maja 1945 roku Krajowa Rada Narodowa mianowała go generałem brygady. 31 marca 1949 roku został przeniesiony w stan spoczynku. Zmarł nagle w 1956 roku. Pochowany na Cmentarzu Wojskowym na Powązkach (kwatera A30-1-12).

## Życie prywatne
Syn Mikołaja (1842-1914), urzędnika i Zofii z Malonowskich (1846-1918). W stanie spoczynku mieszkał w Warszawie. Był dwukrotnie żonaty, druga żona Helena z domu Loga.

## Ordery i odznaczenia
- Krzyż Oficerski Orderu Odrodzenia Polski (1945)
- Krzyż Walecznych – trzykrotnie (po raz 1 i 2 w 1921)[8]
- Medal za Warszawę 1939–1945 (1946)
- Medal za Odrę, Nysę, Bałtyk (1946)
- Order Świętego Stanisława II klasy (Imperium Rosyjskie)
- Order Świętego Stanisława III klasy
- Order Świętej Anny II klasy
- Order Świętej Anny III klasy
- Medal międzysojuszniczy „Médaille Interalliée”
- Krzyż Wojenny Czechosłowacki 1939